# Program sugestii pracowniczych
Program sugestii pracowniczych to metoda, za pomocą której pomysły i sugestie pracowników są przekazywane w górę przez hierarchię zarządzania w celu osiągnięcia oszczędności kosztów lub poprawy jakości produktu, wydajności miejsca pracy, obsługi klienta lub warunków pracy.
Przykłady sięgają od prostego umieszczania skrzynek z sugestiami we wspólnych obszarach, po wdrażanie formalnych programów, w których komisje oceniają pomysły i nagradzają je za pomyślne przyjęcie tych pomysłów.
Geneza współczesnej wersji systemów sugestii jest ściśle związana z koncernem Toyota, który zdecydował się na wdrożenie Toyota Suggestion Program (program zgłaszania sugestii) w ramach konsekwentnie rozwijanego TPS.
Narzędzia systemu sugestii współcześnie najczęściej kojarzone są z koncepcją Kaizen, w której stanowią jeden z zasadniczych elementów, gdyż ich stosowanie wspiera ideę ciągłego doskonalenia.